# GOLDEN☆BEST 筋肉少女帯〜ユニバーサルミュージック・セレクション〜
『GOLDEN☆BEST 筋肉少女帯〜ユニバーサルミュージック・セレクション〜』（ゴールデンベスト きんにくしょうじょたい～）は、筋肉少女帯のベスト・アルバム。

## 概要
MCAビクター、マーキュリー（共に現：ユニバーサルミュージック）在籍時の音源を収録したベスト・アルバム。2006年3月1日、『ゴールデン☆ベスト』シリーズの一つとしてリリースされた。2012年12月5日、スペシャルプライスと題した廉価版（税込999円）として再発売された。

## 収録曲
| 全作詞: 大槻ケンヂ、全編曲: 筋肉少女帯。 |                                        |            |                                  |      |
| #                                        | タイトル                               | 作詞       | 作曲                             | 時間 |
| 1.                                       | 「蜘蛛の糸」                           | 大槻ケンヂ | 大槻ケンヂ・筋肉少女帯           | 4:26 |
| 2.                                       | 「香菜、頭をよくしてあげよう」         | 大槻ケンヂ | 本城聡章・筋肉少女帯             | 3:30 |
| 3.                                       | 「リルカの葬列」                       | 大槻ケンヂ | 大槻ケンヂ・筋肉少女帯           | 4:16 |
| 4.                                       | 「ノゾミのなくならない世界」           | 大槻ケンヂ | 橘高文彦・内田雄一郎・筋肉少女帯 | 3:57 |
| 5.                                       | 「トゥルー・ロマンス」(Single Version) | 大槻ケンヂ | 本城聡章・筋肉少女帯             | 4:24 |
| 6.                                       | 「僕の歌を総て君にやる」               | 大槻ケンヂ | 橘高文彦・筋肉少女帯             | 4:29 |
| 7.                                       | 「サーチライト」                       | 大槻ケンヂ | 本城聡章・筋肉少女帯             | 9:35 |
| 8.                                       | 「小さな恋のメロディ」(Single Version) | 大槻ケンヂ | 橘高文彦・筋肉少女帯             | 4:19 |
| 9.                                       | 「タチムカウ -狂い咲く人間の証明-」    | 大槻ケンヂ | 本城聡章・筋肉少女帯             | 3:46 |
| 10.                                      | 「221B戦記」                           | 大槻ケンヂ | 本城聡章・筋肉少女帯             | 5:57 |
| 11.                                      | 「トキハナツ」                         | 大槻ケンヂ | 本城聡章・筋肉少女帯             | 4:20 |
| 12.                                      | 「サンフランシスコ」                   | 大槻ケンヂ | 三柴江戸蔵                       | 3:57 |
| 13.                                      | 「カーネーション・リインカネーション」 | 大槻ケンヂ | 本城聡章・筋肉少女帯             | 3:36 |
| 14.                                      | 「日本印度化計画（ライブ）」           | 大槻ケンヂ | 大槻ケンヂ                       | 5:01 |
| 15.                                      | 「これでいいのだ（ライブ）」           | 大槻ケンヂ | 内田雄一郎                       | 8:09 |
| 合計時間:                                | 合計時間:                              | 合計時間:  | 73:42                            |      |

### 曲解説
1. 蜘蛛の糸
2. 香菜、頭をよくしてあげよう
3. リルカの葬列
4. ノゾミのなくならない世界
5. トゥルー・ロマンス
6. 僕の歌を総て君にやる
7. サーチライト
8. 小さな恋のメロディ（Single Version）
9. タチムカウ -狂い咲く人間の証明-
10. 221B戦記
11. トキハナツ
12. サンフランシスコ
13. カーネーション・リインカネーション
14. 日本印度化計画（ライブ）
VHS『science fiction double feature〜筋肉少女帯 Live & PV-clips〜』を音源として使用。
15. これでいいのだ（ライブ）
VHS『science fiction double feature〜筋肉少女帯 Live & PV-clips〜』を音源として使用。